# Homalopoma quantillum
Homalopoma quantillum là một loài ốc biển, là động vật thân mềm chân bụng sống ở biển thuộc họ Colloniidae.